# 샘 로이드

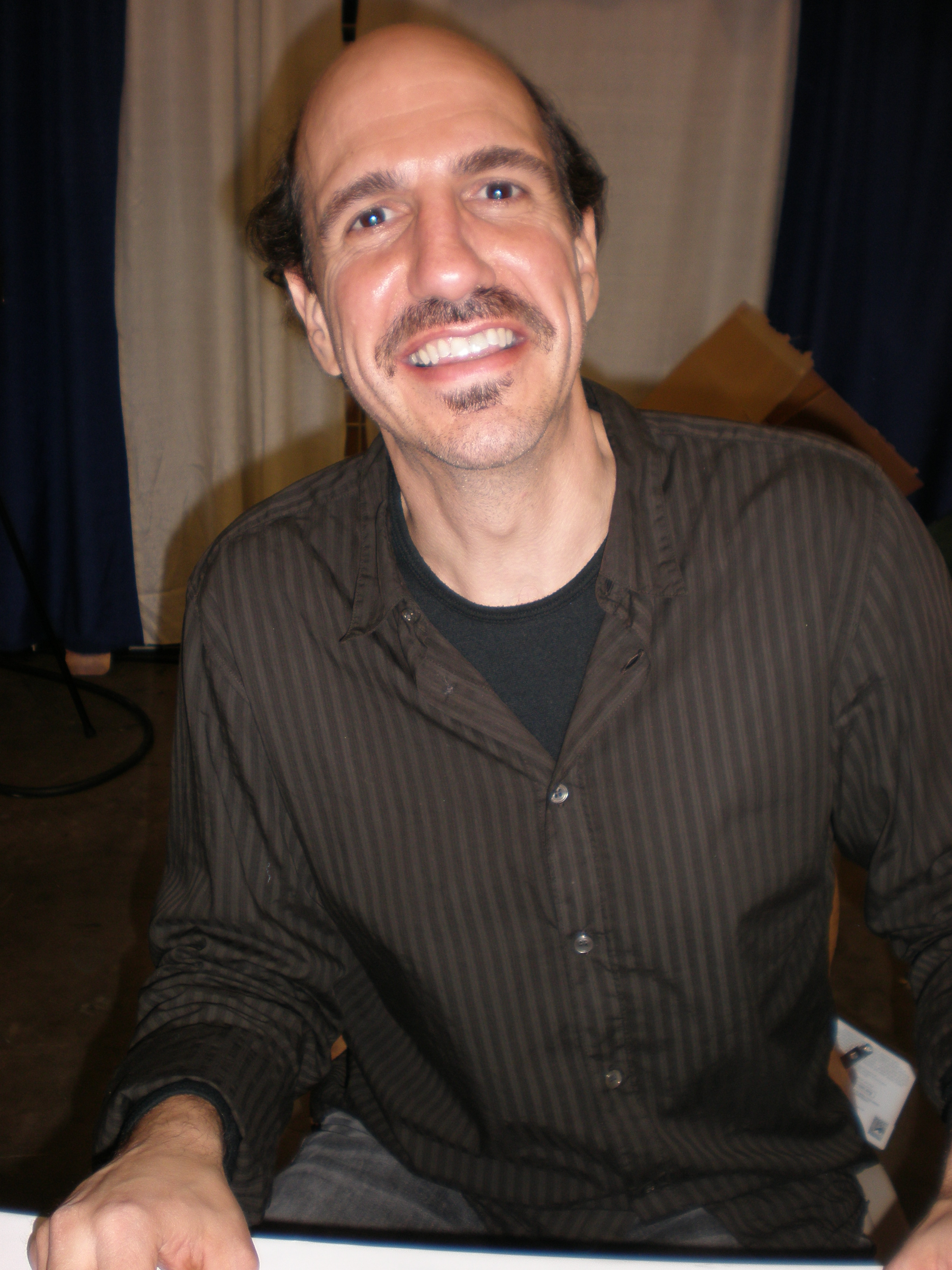

샘 로이드(Sam Lloyd, 1963년 11월 12일 ~ 2020년 4월 30일)는 미국의 배우, 가수, 영화배우, 텔레비전 배우이다.
로스앤젤레스에서 사망하였다. 사인은 뇌종양과 폐암이다.